# تام هیوز
تام هیوز (انگلیسی: Tom Hughes؛ زادهٔ ۱۸ آوریل ۱۹۸۶) بازیگر و نوازنده گیتار اهل بریتانیا است. وی از سال ۲۰۰۸ میلادی تاکنون مشغول فعالیت بوده‌است. وی دانش‌آموختهٔ آکادمی سلطنتی هنرهای دراماتیک است.
از فیلم‌ها یا برنامه‌های تلویزیونی که وی در آن نقش داشته است، می‌توان به ویکتوریا ، تقاطع سمتری، ریچارد دوم و درباره زمان اشاره کرد.